# Jan el-Jalili

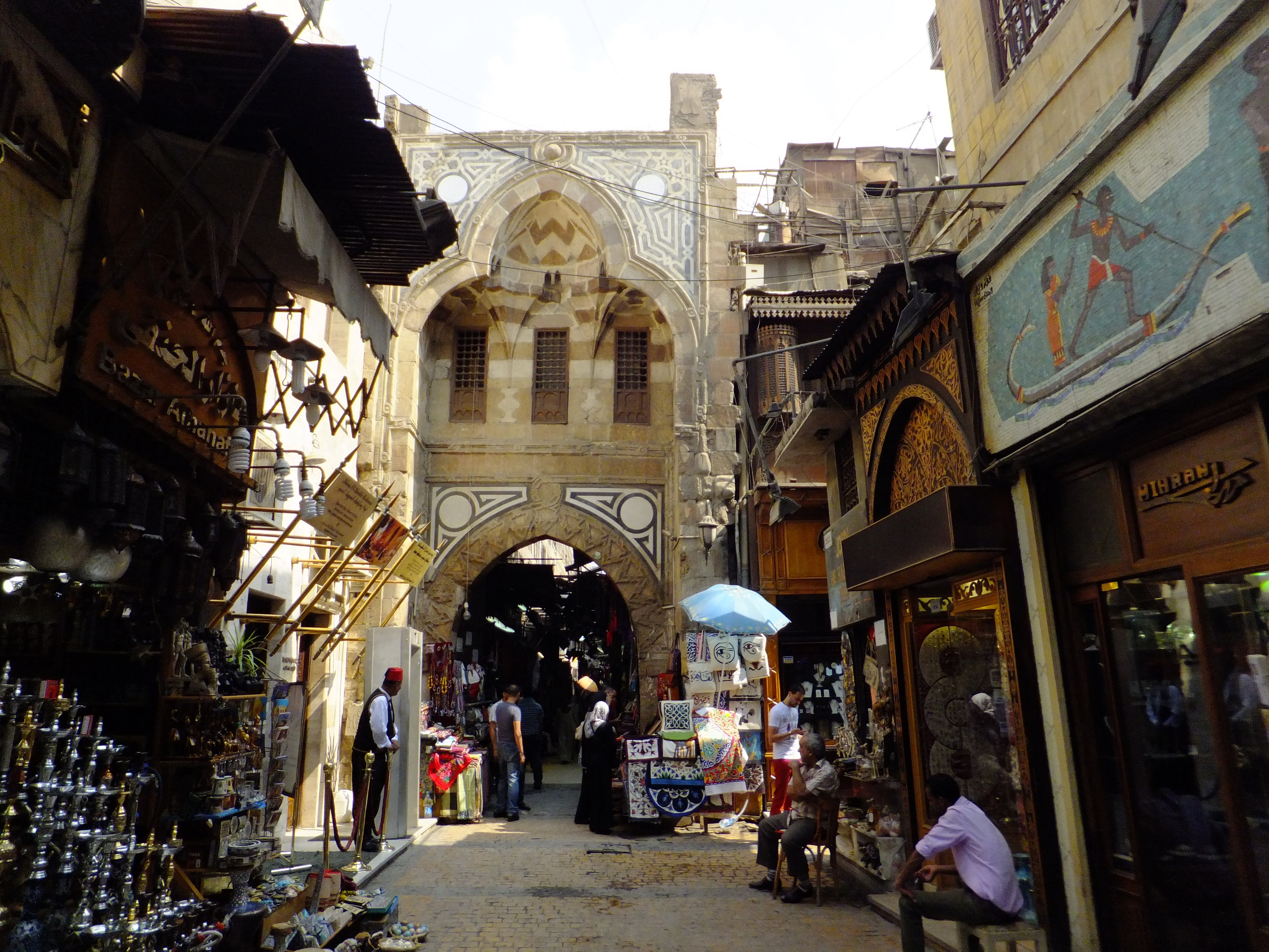
Bazar Jan el-Jalili.

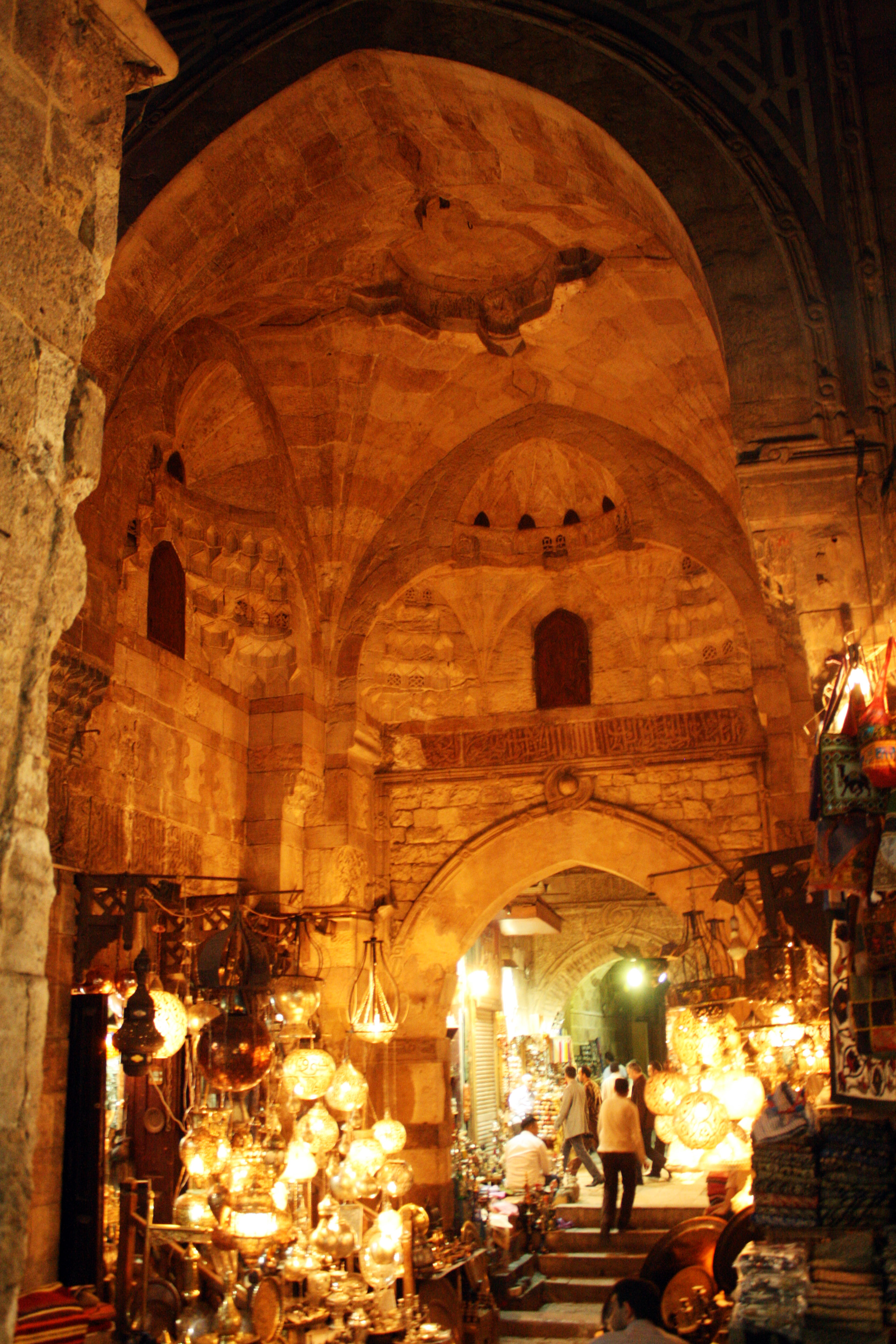
Entrada a un edificio antiguo dentro del bazar.

Jan el-Jalili (en árabe, خان الخليلي) (Khan El-Khalili en inglés) es el bazar antiguo de la ciudad de El Cairo, Egipto. 
Es una antigua zona de comercio, aunque algunos negocios tienen talleres propios de dimensiones reducidas.
Los orígenes del zoco se remontan a 1382, cuando el emir Dyaharks el-Jalili construyó un gran caravasar (o jan). Un caravasar era una alhóndiga o posada para comerciantes, con estancias para sus animales y cargamentos y, a veces, el punto de referencia para la actividad económica en las zonas ubicadas en sus alrededores. Este caravasar todavía existe, entre la angosta calle de Sikka Jan el-Jalili y Badestan.
Es posible encontrar todo su encanto y sabor caminando por sus pequeñas callejuelas. No hace falta tener guía, ni siquiera un plano. Si se llegara a perder, basta con seguir caminando en una dirección, y rápidamente se saldrá del laberinto.
Comprar es una actividad casi compulsiva en Jan El Jalili. 

## Lugares de interés
Jan el-Jalili es digno de verse y existen algunos puntos de interés especial. El más popular entre los visitantes es el café de Fishawi que puede estar seguro estará abierto cuando usted pase por allí, ya que ha estado abierto en forma continua día y noche por más de 200 años. Su interior acogedor, aunque un poco claustrofóbico, está decorado con espejos por todos lados. 
En Jan el-Jalili se puede visitar el callejón Midaq, lugar donde está ambientada la novela El callejón de los milagros de Naguib Mahfuz (Premio Nobel de literatura en 1988). Comenzando en la calle Al-Muizz, buscar la calle Sanadiqiyah y entrar en el primer pasaje a la izquierda, y estará en Midaq. Esta fue la zona donde se filmó la película basada en la novela (no la versión mexicana).